# Grallistrix geleches
Grallistrix geleches – wymarły gatunek ptaka z rodziny puszczykowatych (Strigidae). W prehistorycznych czasach występował na wyspie Molokaʻi w archipelagu Wysp Hawajskich. Został on opisany na podstawie sfosylizowanych szczątków. Grallistrix geleches wyginął wraz z innymi przedstawicielami czwartorzędowej awifauny Hawajów najprawdopodobniej w pierwszym tysiącleciu naszej ery, wkrótce po zaludnieniu wysp przez Polinezyjczyków. Podobnie jak inni przedstawiciele rodzaju Grallistrix był prawdopodobnie sową o całodobowej aktywności, z tym że pożywienie stanowiły raczej dzienne leśne ptaki śpiewające.

## Charakterystyka
Grallistrix geleches osiągał mniej więcej wielkość puszczyka zwyczajnego (Strix aluco). Wraz z gatunkiem Grallistrix auceps występującym na wyspie Kauaʻi należał do największych przedstawicieli swojego rodzaju. Sowa ta posiadała długie nogi i wyjątkowo silne pazury jak na ptaka tej wielkości. Czaszki były dość wąskie i długie, podobnie jak u innych przedstawicieli Grallistrix, skrzydła natomiast stosunkowo krótkie i zaokrąglone. Taka budowa ciała była niewątpliwie wynikiem przystosowania się do leśnych siedlisk i potrzeby polowania na zwinne leśne ptaki. Podobne zależności zostały stwierdzone u wymarłych sów zamieszkujących niegdyś tereny Maskarenów z rodzaju Mascarenotus. Szczątki kości skoku wskazują, że u Grallistrix geleches występował dymorfizm płciowy, wyrażający się różnicą wielkości ciała pomiędzy samicami i samcami. U innych gatunków tego rodzaju nie stwierdzono takiej cechy.

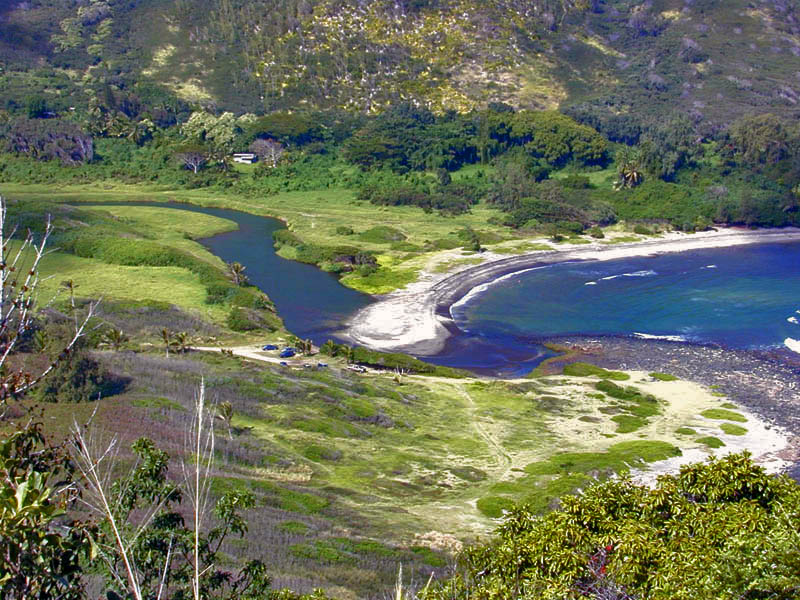
Tereny wyspy Molokaʻi, na których występowała Grallistrix geleches

## Ekologia
Na podstawie sfosylizowanych wypluwek przedstawiciela  Grallistrix geleches można stwierdzić, że główny ich pokarm stanowiły drobne ptaki śpiewające, przede wszystkim sierpodzioby (Drepanidinae). Jedynym nieśpiewającym ptakiem występującym w wypluwkach są szczątki wymarłego chruściela z gatunku Porzana menehune. Odnalezienie kości i wypluwek na wydmach wskazuje, że ptaki te bytowały w nadmorskiej roślinności, a gniazda swe zakładały na ziemi we wnękach klifów.

## Rozprzestrzenienie
Szczątki Grallistrix geleches odkryto w jaskini jedynie na wydmach Momooni i Illio Point na wyspie Molokaʻi. Grallistrix geleches  wymarła prawdopodobnie w pierwszym tysiącleciu naszej ery, wkrótce po przybyciu na wyspy Polinezyjczyków, którzy sprowadzili ze sobą świnie i szczury polinezyjskie (Rattus exulans). Czynnikiem determinującym wymieranie tego gatunku było niewątpliwie zakładanie przez te ptaki gniazd na ziemi, jak również wysoce prawdopodobne wybieranie z gniazd jaj i piskląt przez ludzi.

## Historia badań i etymologia
Sfosylizowane szczątki Grallistrix geleches zostały zebrane przez Storrsa L. Olsona i Joan Aidem 9 i 12 lipca 1976 roku na wyspie Molokaʻi. Wśród szczątków znajdowała się między innymi niemal kompletna czaszka sowy. Wraz z pozostałymi trzema gatunkami został włączony do nowo powstałego rodzaju Grallistrix i opisany w 1991 roku w „Ornithological Monographs”. Nie dokonano dotychczas analiz DNA szczątków rodzaju Grallistrix.
Pełną naukową nazwę gatunku Grallistrix geleches można przetłumaczyć jako Grallistrix (sowa na szczudłach) i geleches, z języka greckiego (spać na ziemi). Ta ostatnia nazwa odnosi się do miejsca odnalezienia szczątków sowy. Przypuszcza się, że wydmy były miejscem odpoczynku tych ptaków.
Relacje w obrębie rodzaju Grallistrix są niejasne. Ścisłe powiązanie Grallistrix geleches z podobnym morfologicznie gatunkiem Grallistrix auceps z wyspy Kauaʻi jest mało prawdopodobne ze względu na dużą odległość pomiędzy obiema populacjami sów. Jest to o tyle interesujące, że pomiędzy oboma tymi gatunkami występuje gatunek na wyspie Oʻahu Grallistrix orion, dużo mniejszy i zbudowany znacznie delikatniej.